# Limbé
Limbé (coneguda com Victoria de 1858 a 1982) és una ciutat de la Regió Sud-oest del Camerun.

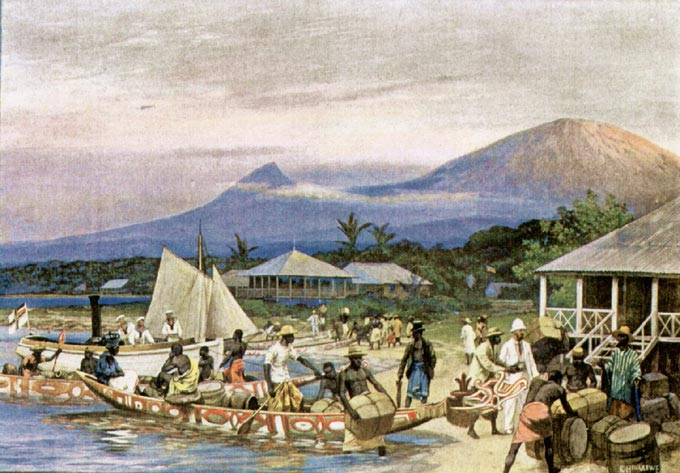
Pintura de 1908 de R. Hellgrewe quan la ciutat era anomenada Victoria.

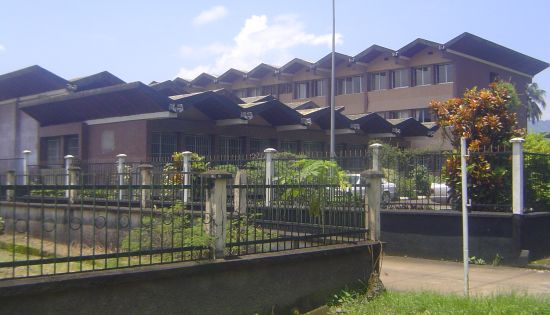
Ajuntament de Limbe.

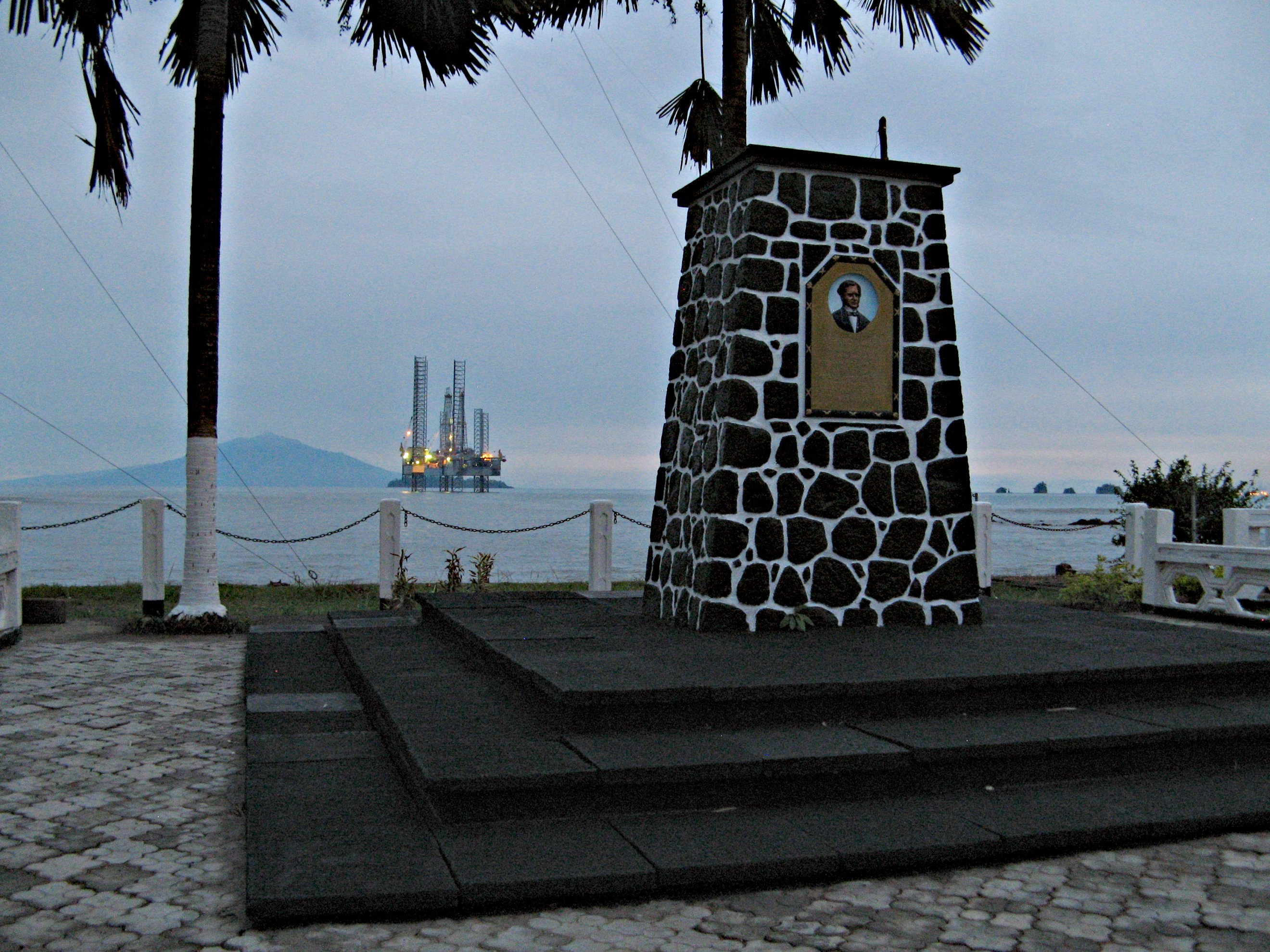
Monument a Alfred Saker.

## Toponímia
En general, es considera que el nom de la ciutat Limbe prové d'una pronunciació incorrecta del nom d'un enginyer alemany anomenat Limburgh. Les narracions orals sostenen que aquest enginyer fou l'encarregat de construir un pont sobre un dels rius de la ciutat. En un període, aquest riu es va associar amb aquest enginyer. El 1982, un decret presidencial signat pel president Ahmadou Babatoura Ahidjo, va canviar el nom de la ciutat de Victòria a Limbe.